# HMS Rodney (1925)
HMS Rodney (Корабль Его Величества «Родни») — британский линкор типа «Нельсон». Назван в честь адмирала Джорджа Родни, носил прозвище «Роднол». Девизом его являлась латинская фраза «Non Generant Aquilae Columbas» (с лат. — «От орлов не родятся голуби»). Носил бортовой номер 29. Нёс службу в Средиземноморье и Атлантике в годы Второй мировой войны, участвовал в потоплении линкора «Бисмарк». Разобран на металл в 1948 году.

## Дизайн
Известен как «Особняк королевы Анны» благодаря устройству капитанского мостика и как «Корабль из вишнёвого дерева»: он задумывался как корабль более крупных размеров, однако его проект был изменён после заключения Вашингтонского соглашения. Чтобы разместить в трёх башенных артустановках главные орудия, все эти установки были установлены на носу судна, а для сохранения боевых качеств была снижена скорость и убрана лишняя броня с некоторых отделений корабля. Несмотря на ограничения, указанные в соглашении, линкоры «Родни» и «Нельсон» считались самыми мощными линкорами в мире (по крайней мере, до 1936 года).

## Строительство и ввод в службу
Линкор «Родни» был заложен 28 декабря 1922 в один день с «Нельсоном». Строился в Биркенхеде на верфи «Каммелл-Лэрд». На воду был спущен в декабре 1925 года, почти через два года (в ноябре 1927 года) был введён в состав флота Великобритании. Стоимость строительства корабля составила 7617000 фунтов стерлингов. Одним из первых командиров линкора был лейтенант-коммандер Джордж Кэмпбелл Росс — сын военно-морского инженера и пионера кораблестроения Арчибальда Росса.

## Служба

### Начало войны
До войны «Родни» нёс службу в составе Атлантической и Домашней эскадр флота. В 1931 году его экипаж участвовал в Инвергордонском мятеже из-за снижения зарплаты рабочим, но после переговоров с правительством прекратил выступления. В конце декабря 1939 года корабль срочно встал на ремонт из-за проблем с ходовой частью. Во время обороны Норвегии корабль подвергся крупному авианалёту 9 апреля 1940 в Кармёе — немецкий бомбардировщик сбросил на него 500-кг бомбу. Она пробила бронированную палубу, но не взорвалась. 13 сентября 1940 «Родни» совершил переход из Скапа-Флоу на Оркнейских островах в Росайт в Ферт-оф-Форт для подготовки к обороне Британии в случае немецкого морского десанта. С ноября по декабрь он сопровождал британские конвои, которые шли из Галифакса и в Галифакс (Новая Шотландия). В январе 1941 года он участвовал в боях против линкоров «Шарнхорст» и «Гнейзенау», однако это сражение оказалось неудачным и потопить эти корабли британцам не удалось. 16 марта всё же «Родней» вступил в очередной контакт с линкорами, однако они успели уйти от преследования.

### Охота на «Бисмарк»
В мае 1941 года «Родни» под командованием адмирала Фредерика Далримпла-Хэмильтона вместе с двумя эсминцами сопровождал британское транспортное судно «Британник» в Канаду. 24 мая 1941 экипаж получил радиограмму с приказом немедленно отправиться в состав специального отряда для уничтожения «Бисмарка». 26 мая линкор встретился с другим линкором «Кинг Джордж V» и отправился с ним на встречу с немцами. Утром 27 мая в 08:00 при поддержке крейсеров «Норфолк» и «Дорсетшир» он настиг немецкий корабль (расстояние 21 морской мили при видимости в 10 морских миль). «Родни» держался курса на север так, чтобы вести огонь по «Бисмарку» с достаточной дистанции.
Огонь был открыт в 08:47. В 09:08 «Родни» выпустил свои 406-мм снаряды и попал в немецкие носовые башни «Антон» и «Бруно», выведя из строя последнюю; второе попадание разрушило передовой контрольный пункт, от взрыва погибли почти все высшие офицеры экипажа. «Бисмарк» не прекращал свою стрельбу, но в 09:31 башня «Цезарь» дала свой залп и вышла из строя. Разрывы снарядов повредили британский линкор и заклинили торпедные аппараты судна. В итоге экипаж «Бисмарка» полностью переключился на борьбу с линкором «Родни», что стало своеобразной ловушкой для немцев. По этому поводу адмирал Гернси заметил: «Слава Богу, что немцы стреляют по „Родни“». Через 44 минуты «Родни» приблизился на расстояние до 3 км, что позволяло ему стрелять в упор, в то время как «Кинг Джордж V» продолжал стрельбу с большего расстояния.
Запасы топлива у британцев были уже на исходе, но и немцы не могли уже двигаться до порта, вследствие чего «Родни», «Кинг Джордж V» и эсминцы были отозваны домой. Линкор был добит крейсерами «Норфолк» и «Дорсетшир», которые выпустили свои торпеды. По некоторым данным, командир корабля Лютьенс был убит снарядом от «Родни», однако спасшиеся с «Бисмарка» моряки утверждают, что он оставался на судне до конца и ушёл под воду вместе со своим кораблём.

### Соединение H

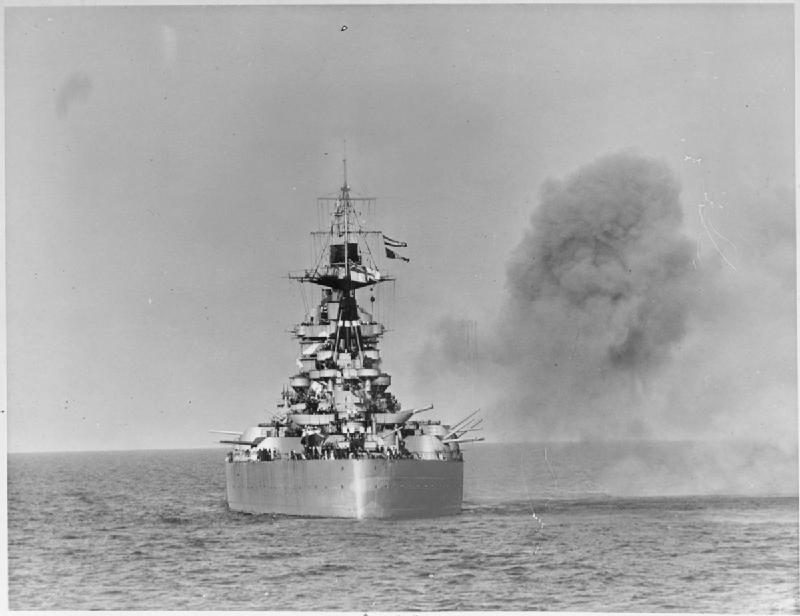
«Родни» обстреливает побережье Нормандии близ Кана (7 июня 1944)

После завершения операции линкор отправился в Бостон на ремонт. Подобное действие имело и политическое значение: США, приняв судно, выразили готовность сражаться на стороне антигитлеровской коалиции. Во время ремонта экипаж служил в Гражданском корпусе охраны окружающей среды, некоторые из моряков даже успели создать семьи в США. В сентябре 1941 года корабль вернулся в состав флота и направился в Гибралтар, где как член соединения «H» участвовал в сопровождении конвоев на Мальту. В ноябре встал на стоянку в Исландии, до мая 1942 года ремонтировался и отстраивался, вернулся в соединение «H» после ремонта. Участвовал в высадке войск в Алжире, десанте на Сицилию и Салерно. С октября 1943 года снова служил в британском Home Fleet, участвовал в операции «Оверлорд», обстреливая Кан и Олдерни. 7 июня 1944 столкнулся с судном LCT-427, что привело к гибели 13 моряков. В сентябре 1944 года впервые сопровождал конвой в Мурманск.

### Конец службы
За войну прошёл более 156 тысяч морских миль даже с учётом того, что его двигатель работал не в полную силу с 1942 года. Проблемы с машинным отделением привели к тому, что корабль в первый же год после войны был выведен из состава флота. 26 марта 1948 в Инверкитинге корабль был официально продан и пущен на слом.